# Oláh Ferenc (színművész)
Oláh Ferenc, született: Obláth Ferenc (Óbecse, 1887. április 12. – Szeged, 1939. április 24.) magyar színész.

## Élete
Óbecsén született, ahol édesapja takarékpénztári igazgatóként dolgozott. 1905-ben tett érettségi vizsgát a szegedi állami felsőkereskedelmi iskolában, ezt követően a Kereskedelmi Múzeum szófiai kirendeltségéhez utazott. Hamarosan azonban áttért a kereskedelmiről a színi pályára és beiratkozott az Országos Színészegyesület színésziskolájába, majd ennek elvégzése után Bécsben és Münchenben járt tanulmányúton. 
Miután hazatért, Szegeden Makó Lajos társulatához szerződött. 1908. szeptember 15-én lépett színpadra, a Szókimondó asszonyságban Neiperg grófot játszotta. 1911-ig színészkedett itt, eközben 1909–10-ben a 46. gyalogezrednél szolgált önkéntesként. Ezután 1911–12-ben Palágyi Lajoshoz ment Miskolcra, majd 1912–13-ban Mezei Kálmánnál szerepelt. 1914-ben az észak-magyarországi színikerülethez került. Az első világháborúban a fronton teljesített szolgálatot mint tartalékos főhadnagy. 1918–19-ben Debrecenben, 1919 és 1924 között Kolozsváron Janovics Jenőnél, majd 1924-től 1936-ig Szegeden játszott.
Irodalmi téren is működött, cikkei az Ellenzék és a Keleti Ujság című kolozsvári napilapokban jelentek meg. A kolozsvári Haladás írói szövetkezet titkára volt, amelyből később megalakult a Szépművészeti céh. Irodalomtörténeti kutatásokat is végzett.

## Könyve
- Petőfi és a színpad. Kolozsvár, 1918.

## Fontosabb szerepei
- Shylock (Shakespeare: A velencei kalmár)
- Petruchio (Shakespeare: Makrancos hölgy)
- Cassius (Shakespeare: Julius Caesar)
- Jago (Shakespeare: Othello)
- Petur és Biberach (Katona József: Bánk bán)
- Lucifer (Madách Imre: Az ember tragédiája)
- Orgon (Molière: Tartuffe)
- Strozzi (A bíboros)
- Joász Géza (Földes Imre: A császár katonái)
- Ördög, Svengali (George du Maurier: Trilby)
- Trast gróf (Becsület)
- Schwartze (Otthon)
- Moretti Carlo (Becstelenek)
- Giovanni (Herczeg Ferenc: Bizánc)
- Hunyadi László (Herczeg Ferenc: Árva László király)
- A tanító (Bródy Sándor: A tanítónő)
- Tybalt (Shakespeare: Rómeó és Júlia)
- Tiszteletes (Zilahy Lajos: Süt a nap)
- Warwick gróf (Shaw: Szent Johanna)